# 吕代勒
吕代勒（法語：Rudelle，法語發音：[ʁydɛl]）是法国洛特省的一个市镇，位于该省东北部，属于菲雅克区。

## 地理
吕代勒（44°43'22"N, 1°52'44"E）面积6.83 平方千米，位于法国奧克西塔尼大區洛特省，该省份为法国西南部内陆省份，北起顺时针与科雷兹省、康塔爾省、阿韦龙省、塔恩-加龙省、洛特-加龍省和多尔多涅省接壤。
与吕代勒接壤的市镇（或旧市镇、城区）包括：昂格拉尔、勒布尔、吕埃尔、索纳克、泰米内特。

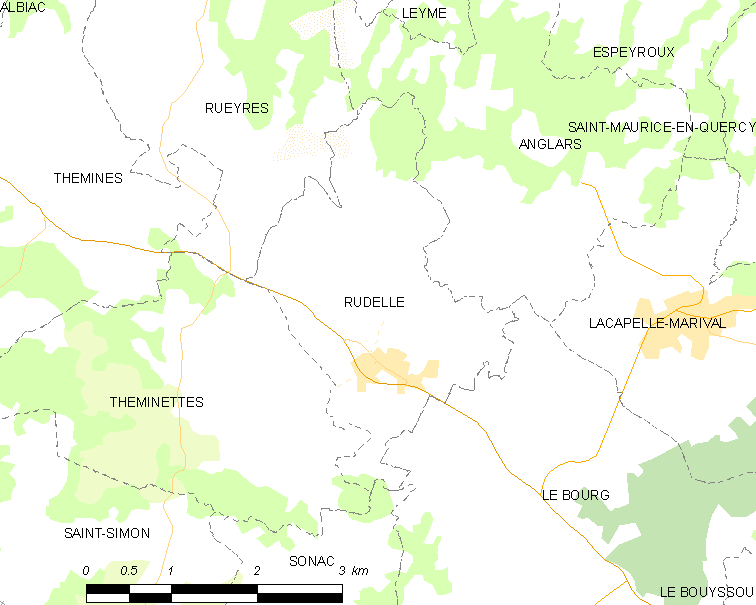
吕代勒的OSM定位图

吕代勒的时区为UTC+01:00、UTC+02:00（夏令时）。

## 行政
吕代勒的邮政编码为46120，INSEE市镇编码为46242。

## 政治
吕代勒所属的省级选区为拉卡佩勒马里瓦勒县。

## 人口

1962-2008年间吕代勒人口变化图示

吕代勒于2022年1月1日时的人口数量为185人。